# كيوسا
كيوسا (بالروسية: Куса) هي إحدى مدن روسيا في الكيان الفدرالي الروسي تشيليابينسك أوبلاست.

## المناخ
يظهر الجدول التالي التغييرات المناخية على مدار السنة لكيوسا:
| البيانات المناخية لـكيوسا | البيانات المناخية لـكيوسا | البيانات المناخية لـكيوسا | البيانات المناخية لـكيوسا | البيانات المناخية لـكيوسا | البيانات المناخية لـكيوسا | البيانات المناخية لـكيوسا | البيانات المناخية لـكيوسا | البيانات المناخية لـكيوسا | البيانات المناخية لـكيوسا | البيانات المناخية لـكيوسا | البيانات المناخية لـكيوسا | البيانات المناخية لـكيوسا | البيانات المناخية لـكيوسا |
| الشهر                     | يناير                     | فبراير                    | مارس                      | أبريل                     | مايو                      | يونيو                     | يوليو                     | أغسطس                     | سبتمبر                    | أكتوبر                    | نوفمبر                    | ديسمبر                    | المعدل السنوي             |
| ------------------------- | ------------------------- | ------------------------- | ------------------------- | ------------------------- | ------------------------- | ------------------------- | ------------------------- | ------------------------- | ------------------------- | ------------------------- | ------------------------- | ------------------------- | ------------------------- |
| الدرجة القصوى °م (°ف)     | 4.3 (39.7)                | 7.4 (45.3)                | 15.2 (59.4)               | 30.7 (87.3)               | 35.6 (96.1)               | 37.5 (99.5)               | 40.2 (104.4)              | 37.6 (99.7)               | 33.4 (92.1)               | 23.4 (74.1)               | 15.1 (59.2)               | 6.4 (43.5)                | 40.2 (104.4)              |
| أدنى درجة حرارة °م (°ف)   | −49.7 (−57.5)             | −49.3 (−56.7)             | −42.4 (−44.3)             | −34.5 (−30.1)             | −14.5 (5.9)               | −5.6 (21.9)               | −0.2 (31.6)               | −4.4 (24.1)               | −13.3 (8.1)               | −26.1 (−15.0)             | −36.8 (−34.2)             | −48.7 (−55.7)             | −49.7 (−57.5)             |
| الهطول مم (إنش)           | 40 (1.6)                  | 32 (1.3)                  | 17 (0.7)                  | 30 (1.2)                  | 32 (1.3)                  | 51 (2.0)                  | 72 (2.8)                  | 60 (2.4)                  | 56 (2.2)                  | 46 (1.8)                  | 34 (1.3)                  | 47 (1.9)                  | 517 (20.4)                |
| المصدر:                   |                           |                           |                           |                           |                           |                           |                           |                           |                           |                           |                           |                           |                           |